# Vojkovice (okres Mělník)
Obec Vojkovice sdružuje vsi Vojkovice, Bukol, Dědibaby a Křivousy v okrese Mělník ve Středočeském kraji, v rovinaté krajině po pravém břehu řeky Vltavy, zhruba 8 km severovýchodně od Kralup nad Vltavou a 24 km severně od centra hlavního města Prahy. Žije zde přibližně 1 100 obyvatel.

## Historie
První písemná zmínka o obci pochází z roku 1088 o takzvané "Vile Voykovice" . Bukol, Dědibaby a Křivousy byly připojeny v roce 1960.
| 1869 | 1880 | 1890 | 1900 | 1910 | 1921 | 1930 | 1950 | 1961 | 1970 | 1980 | 1991 | 2001 | 2011 |
| ---- | ---- | ---- | ---- | ---- | ---- | ---- | ---- | ---- | ---- | ---- | ---- | ---- | ---- |
| 309  | 285  | 304  | 302  | 362  | 501  | 584  | 601  | 972  | 924  | 811  | 674  | 660  | 879  |

### Územněsprávní začlenění
Dějiny územněsprávního začleňování zahrnují období od roku 1850 do současnosti. V chronologickém přehledu je uvedena územně administrativní příslušnost obce v roce, kdy ke změně došlo:
- 1850 země česká, kraj Praha, politický okres Slaný, soudní okres Velvary[5]
- 1855 země česká, kraj Praha, soudní okres Velvary
- 1868 země česká, kraj Praha, politický okres Slaný, soudní okres Velvary
- 1912 země česká, kraj Praha, politický okres Slaný, soudní okres Kralupy nad Vltavou[6]
- 1913 země česká, kraj Praha, politický i soudní okres Kralupy nad Vltavou[7]
- 1939 země česká, Oberlandrat Mělník, politický i soudní okres Kralupy nad Vltavou[8]
- 1942 země česká, Oberlandrat Praha, politický okres Roudnice nad Labem, soudní okres Kralupy nad Vltavou[9]
- 1945 země česká, správní i soudní okres Kralupy nad Vltavou[10]
- 1949 Pražský kraj, okres Kralupy nad Vltavou[11]
- 1960 Středočeský kraj, okres Mělník
- 2003 Středočeský kraj, okres Mělník, obec s rozšířenou působností Kralupy nad Vltavou

### Rok 1932
Ve vsi Vojkovice u Kralup nad Vltavou (540 obyvatel, poštovní úřad, četnická stanice) byly v roce 1932 evidovány tyto živnosti a obchody: sušárna čekanky, holič, hostinec, kapelník, klempíř, kolář, továrna na zeleninové konzervy Schuster, 2 košíkáři, kovář, krejčí, mlékárna Schuster, mlýn Schuster, 3 obuvníci, pekárna Schuster, rolník, řezník, sadař, 4 obchody se smíšeným zbožím, trafika, obchod s uhlím, velkostatek Schuster.
V obci Bukol (261 obyvatel, samostatná obec se později stala součástí Vojkovic) byly v roce 1932 evidovány tyto živnosti a obchody: 2 hostince, klempíř, obchod s cukrovinkami, kovář, mechanik, pokrývač, 5 rolníků, 2 řezníci, sadař, 3 obchody se smíšeným zbožím, trafika.
V obci Křivousy (přísl. Dědibaby, 343 obyvatel, samostatná obec se později stala součástí Vojkovic) byly v roce 1932 evidovány tyto živnosti a obchody: 2 hostince, 2 koláři, kovář, obuvník, obchod s ovocem a zeleninou, 3 rolníci, sadař, sedlář, 3 obchody se smíšeným zbožím, trafika, velkostatek Libický.

## Pamětihodnosti
- Synagoga, částečná zřícenina[15]
- Pomník obyvatelům zahynuvším v květnu 1945
- Vila čp. 17 místního průmyslníka a zemědělce
- Písník Vojkovice, těžební jezero o délce asi 800 metrů a šířce 180 metrů, využívané k rekreaci

## Části obce
- Vojkovice
- Bukol
- Dědibaby
- Křivousy

## Doprava
Dopravní síť
- Pozemní komunikace – Obcí prochází silnice II/101 Brandýs nad Labem - Neratovice - Vojkovice - Kralupy nad Vltavou - Kladno.
- Železnice – Železniční trať ani stanice na území obce nejsou.

Veřejná doprava 2012
- Autobusová doprava – V obci měla zastávku autobusová linka PID 372 Praha,Kobylisy - Kralupy n. Vlt. (v pracovních dnech 7 spojů), příměstské autobusové linky Mělník - Chlumín - Kralupy nad Vltavou (v pracovních dnech 6 spojů, o víkendech 4 spoje) a Neratovice - Kralupy nad Vltavou (v pracovních dnech 6 spojů) (dopravce ČSAD Střední Čechy, a. s.).

## Turistika
Územím obce vede cyklotrasa č. 2 Kralupy nad Vltavou - Nelahozeves - Mělník - Ústí nad Labem.